# Katastralgemeinde Pflausach
Die Katastralgemeinde Pflausach ist eine von elf Katastralgemeinden der Gemeinde Liebenfels im Bezirk Sankt Veit an der Glan in Kärnten. Sie hat eine Fläche von 539,70 ha.
Die Katastralgemeinde gehört zum Sprengel des Vermessungsamtes Klagenfurt.

## Lage
Die Katastralgemeinde liegt in den Wimitzer Bergen im südwestlichen Teil des Bezirks Sankt Veit an der Glan. Sie ist – im Norden beginnend, im Uhrzeigersinn – von den ebenfalls zur Gemeinde Liebenfels gehörenden Katastralgemeinden Sörgerberg, Sörg, Rosenbichl, Glantschach, Gradenegg und Freundsam sowie im Nordwesten von der zur Gemeinde Sankt Urban im Bezirk Feldkirchen gehörenden Katastralgemeinde Rasting umgeben. Die Grenze wird im Norden und Osten weitgehend vom Harter Bach gebildet, im Süden und Westen verläuft sie entlang eines bewaldeten Höhenzugs. Die Katastralgemeinde erstreckt sich von einer Höhenlage von 668 m ü. A. am Harter Bach im Südosten bis zu 1164 m ü. A. auf dem Höhenzug im Südwesten.

## Ortschaften
Auf dem Gebiet der Katastralgemeinde Pflausach befinden sich die Ortschaft Pflausach und der Großteil der Ortschaft Hart.

## Vermessungsamt-Sprengel
Die Katastralgemeinde gehört seit 1. Jänner 1998 zum Sprengel des Vermessungsamtes Klagenfurt. Davor war sie Teil des Sprengels des Vermessungsamtes St. Veit an der Glan.

## Geschichte
Ende des 18. Jahrhunderts wurden die Kärntner Steuergemeinden (später: Katastralgemeinden) gebildet und Steuerbezirken zugeordnet. Die Steuergemeinde Pflausach wurde Teil des Steuerbezirks Gradenegg.
Im Zuge der Reformen nach der Revolution 1848/49 wurden in Kärnten die Steuerbezirke aufgelöst und Ortsgemeinden gebildet, die jeweils das Gebiet einer oder mehrerer Steuergemeinden umfassten. Die Steuer- bzw. Katastralgemeinde Pflausach wurde Teil der Gemeinde Glantschach. 1875 wurde die Katastralgemeinde an die Gemeinde Sörg angeschlossen. Durch die Fusion der Gemeinden Sörg und Liebenfels 1973 wurde die Katastralgemeinde Gradenegg Teil der Gemeinde Liebenfels.
Die Größe der Katastralgemeinde Pflausach wurde 1854 mit 938 Österreichischen Joch und 574 Klaftern (ca. 540 ha, entspricht der heutigen Fläche) angegeben; damals lebten 102 Personen auf dem Gebiet der Katastralgemeinde.
Die Katastralgemeinde Pflausach gehörte ab 1850 zum politischen Bezirk Sankt Veit an der Glan und zum Gerichtsbezirk Sankt Veit an der Glan. 1854 bis 1868 gehörte sie zum Gemischten Bezirk Sankt Veit an der Glan. Seit der Reform 1868 ist sie wieder Teil des politischen Bezirks Sankt Veit an der Glan und des Gerichtsbezirks Sankt Veit an der Glan.

## Siedlungsentwicklung
Zum Jahreswechsel 1979/1980 befanden sich in der Katastralgemeinde Pflausach insgesamt 24 Bauflächen mit 14.346 m² und 28 Gärten auf 58.273 m², 1989/1990 gab es 29 Bauflächen. 1999/2000 war die Zahl der Bauflächen auf 69 angewachsen und 2009/2010 bestanden 39 Gebäude auf 67 Bauflächen.

## Bodennutzung
Die Katastralgemeinde ist forstwirtschaftlich geprägt. 137 Hektar wurden zum Jahreswechsel 1979/1980 landwirtschaftlich genutzt und 389 Hektar waren forstwirtschaftlich geführte Waldflächen. 1999/2000 wurde auf 131 Hektar Landwirtschaft betrieben und 398 Hektar waren als forstwirtschaftlich genutzte Flächen ausgewiesen. Ende 2018 waren 116 Hektar als landwirtschaftliche Flächen genutzt und Forstwirtschaft wurde auf 396 Hektar betrieben. Die durchschnittliche Bodenklimazahl von Pflausach beträgt 31,9 (Stand 2010).